# A Kongói Köztársaság az olimpiai játékokon
A Kongói Köztársaság - Kongó néven - első alkalommal 1964-ben vett részt az olimpiai játékokon, és azóta minden nyári sportünnepre küldött sportolókat, kivéve 1968-ban, és 1976-ban, amikor csatlakozott az afrikai bojkotthoz. Kongó egyetlen alkalommal sem képviseltette magát a téli olimpiai játékokon.
A Kongói Köztársaság egyetlen olimpikonja sem szerzett még érmet.
A Kongói Nemzeti Olimpiai és Sportbizottságot 1964-ben alapították, és a NOB még abban az évben fel is vette tagjai közé.